# À vendre s'adresser aux : Bleu Poudre
 (juillet 2023).
Si vous disposez d'ouvrages ou d'articles de référence ou si vous connaissez des sites web de qualité traitant du thème abordé ici, merci de compléter l'article en donnant les références utiles à sa vérifiabilité et en les liant à la section « Notes et références ».
Album de sketches et chansons des Bleu Poudre lancé à l'époque de l'émission 100 Limite (1988-1992).

## Les Bleu Poudre
Membres des Bleu Poudre lors de la sortie de l'album :
- Pierre Brassard
- Jacques Chevalier
- Yvon Landry
- André Robitaille
- Ghislain Taschereau
- Richard Z. Sirois

## Pistes
| No  | Titre                              | Auteur                                     | Durée |
| --- | ---------------------------------- | ------------------------------------------ | ----- |
| 1.  | Garantie du fabricant              |                                            | 1:34  |
| 2.  | Audioway                           |                                            | 2:27  |
| 3.  | Un mot d'encouragement             |                                            | 0:57  |
| 4.  | Les Louloutres                     | Bleu Poudre / Jacques Chevalier / P. Dubuc | 3:23  |
| 5.  | Dans le repère des Louloutres      |                                            | 2:57  |
| 6.  | Les records mondiaux               |                                            | 2:43  |
| 7.  | Arafat et la nappe magique         | Bleu Poudre / Jocelyn Therrien             | 3:21  |
| 8.  | En revenant de Plattsburg          |                                            | 2:50  |
| 9.  | Le dresseur de chien               |                                            | 1:34  |
| 10. | Hélène                             | Bleu Poudre / P. Dubuc                     | 4:33  |
| 11. | Wouchi Bouchi                      | Bleu Poudre / J. Therrien / S. Boudreau    | 3:11  |
| 12. | La magnétothèque                   |                                            | 4:01  |
| 13. | Hold up                            |                                            | 3:59  |
| 14. | Qui dit vrai ?                     |                                            | 3:52  |
| 15. | Félicitations                      | F. Dunn / R. Voisine                       | 1:35  |
| 16. | L'homme qui n'avait pas de cheveux |                                            | 2:52  |
| 17. | Le noël de Kiwi                    | Bleu Poudre / S. Boudreau                  | 4:07  |

## Équipe de production

### Les sketches
- Textes et interprétation : Les Bleu Poudre
- Collaboration aux textes : Serge Chaillé, Lizon Tardif
- Invités spéciaux : Paul Buissonneau, Jean Coutu, Martine Francke, Géo Giguère, Guy A. Lepage, Jean-Louis Millette, Janine Sutto
- Conception sonore et réalisation : Serge F. Lafortune
- Musique : Sylvain Boudreau
- Recherche : Laurent Boursier
- Mixage : Sylvain Lefebvre

### Les chansons
- Réalisation : Jocelyn Therrien
- Choristes : Sylvie Daviau, Esse, Régis Larko, Bruno E. Landry, Toby Gendron et Les Bleu Poudre
- Direction vocale : Régis Larko, Richard Z. Sirois
- Prise de son : Toby Gendron (Studio Karisma), Sylvain Lefebvre (Studio La Majeure), Bill Kinal (Studio Victor), Rob Heaney (Studio La Majeure)

### Les musiciens
- Jocelyn Therrien : basse (A-W), claviers (A-W), batterie (A-W), programmations (A-W), arrangements (A-N-W)
- Patrice Dubuc : guitares (A-W), programmations (H-L), percussions (H-L), gazou (H), arrangements (H-L), chœurs (H)
- Sylvain Boudreau : basse (N-W), claviers (N-W), batterie (N-W), orgue (L), programmations (N-W), arrangements (N), claviers (H)
- Serge H. Lafortune : programmations (A-N-W)
- Sylvain Lefebvre : assistant à la réalisation (W)
- Les mix : Sylvain Lefebvre (A-W), Toby Gendron (H-L-N)

Légende : Arafat = A, Hélène = H, Louloutres = L, Noël de Kiwi = N, Wouchi Bouchi = W